# Madara (distrikt i Bulgarien, Sjumen, Obsjtina Sjumen)
Madara (bulgariska: Мадара) är ett distrikt i Bulgarien.   Det ligger i kommunen Obsjtina Sjumen och regionen Sjumen, i den östra delen av landet, 300 km öster om huvudstaden Sofia.
Trakten runt Madara består till största delen av jordbruksmark. Runt Madara är det ganska tätbefolkat, med 149 invånare per kvadratkilometer.